# 間歇泉谷
間歇泉谷（俄语：Долина гейзеров）是位於俄羅斯勘察加半島的一個集中有大量間歇泉的地區，也是世界第二大間歇泉集中地。在這個長約6 km（3.7 mi）的谷地中，大約有90個間歇泉以及眾多溫泉 。間歇泉谷是克羅諾基自然保護區的一部分。直升機是唯一可以到達這裡的交通方式。
間歇泉谷曾於2008年入選俄羅斯七大奇蹟。

## 外部連結
- Landslide buries Valley of the Geysers （页面存档备份，存于） at NASA Earth Observatory
- Google Earth model of the Valley of Geysers （页面存档备份，存于） - photos, movies, maps, schemes, landslide animation
- . valleyofgeysers.com.   [2017-12-19]. （原始内容存档于2020-11-05）.

54°25′52″N 160°08′20″E / 54.431°N 160.139°E